# Pump Back (Oklahoma)
Pump Back es un lugar designado por el censo ubicado en el condado de Mayes en el estado estadounidense de Oklahoma. En el Censo de 2010 tenía una población de 175 habitantes y una densidad poblacional de 40,01 personas por km².

## Geografía
Pump Back se encuentra ubicado en las coordenadas 36°15′40″N 95°7′48″O / 36.26111, -95.13000. Según la Oficina del Censo de los Estados Unidos, Pump Back tiene una superficie total de 7.04 km², de la cual 5.36 km² corresponden a tierra firme y (23.84%) 1.68 km² es agua.

## Demografía
Según el censo de 2010, había 175 personas residiendo en Pump Back. La densidad de población era de 40,01 hab./km². De los 175 habitantes, Pump Back estaba compuesto por el 70.29% blancos, el 0% eran afroamericanos, el 21.14% eran amerindios, el 0% eran asiáticos, el 0% eran isleños del Pacífico, el 0% eran de otras razas y el 0% pertenecían a dos o más razas. Del total de la población el 8.57% eran hispanos o latinos de cualquier raza.